# Boguila
Boguila est un village de la sous-préfecture de Nanga Boguila en République centrafricaine.

## Géographie
La localité située entre Nana-Bakassa et Beboura, est traversée par la route nationale RN1, axe Bossangoa - Goré (Tchad).

## Histoire
Il est fréquemment la cible d'attaques rebelles :
- Le mardi 2 janvier 2007, un groupuscule de 13 individus non identifiés y a fait irruption dans la localité de Boguila et tiré des coups de feu[1].
- À partir de 2013, la Seleka y a fait de nombreuses victimes.